# Frederik Eugenius van Württemberg
Frederik Eugenius van Württemberg (Stuttgart, 21 januari 1732 — Hohenheim (Stuttgart), 23 december 1797) was hertog van Württemberg na de dood van zijn oudere broer en voorganger Lodewijk Eugenius, tot zijn dood in 1797. Hij was de zoon van hertog Karel Alexander van Württemberg en Maria Augusta von Thurn und Taxis.

## Huwelijk en nageslacht
Frederik Eugenius huwde met prinses Frederika Dorothea Sophia van Brandenburg-Schwedt, een dochter van markgraaf Frederik Willem van Brandenburg-Schwedt en prinses Sophia Dorothea van Pruisen, een dochter van koning Frederik Willem I van Pruisen en koningin Sophia Dorothea van Hannover, die op haar beurt weer een dochter was van koning George I van Groot-Brittannië en een jonger zusje van koning George II.
Uit dit huwelijk werden twaalf kinderen geboren:
- Frederik Willem Karel (6 november 1754 - 30 oktober 1816), trad eerst in het huwelijk met Augusta Caroline van Brunswijk en daarna met prinses Charlotte van Hannover. Hij is de grootvader van de Nederlandse koningin Sophie.
- Lodewijk Frederik Alexander (30 augustus 1756 - 20 september 1817), gehuwd met Maria Anna, dochter van Adam Kazimierz Czartoryski en met Henriëtte van Nassau-Weilburg, dochter van vorst Karel Christiaan en vorstin Carolina van Oranje-Nassau.
- Eugenius Frederik Frans Hendrik (21 november 1758 - 20 juni 1822), huwde met Louise van Stolberg-Gedern, weduwe van hertog Karel Willem van Saksen-Meiningen.
- Sophia Maria Dorothea Augusta Louisa (25 oktober 1759 - 5 november 1828), huwde tsaar Paul I van Rusland en werd moeder van tsaar Alexander I en tsaar Nicolaas I. Haar dochter Anna huwde Willem II der Nederlanden.
- Willem Frederik Filips (27 december 1761 - 10 augustus 1830), huwde met Wilhelmine van Tunderfeldt-Rhodis.
- Ferdinand Frederik Augustus (22 oktober 1763 - 20 januari 1834), huwde met Albertine (1771-1829), dochter van vorst Christiaan Günther III van Schwarzburg-Sondershausen. Het huwelijk bleef kinderloos en werd in 1801 ontbonden. Op 23 februari 1817 huwde hij te Marseille met Pauline (1771-1855), dochter van graaf Franz Georg Karel von Metternich-Winneburg.
- Frederika Elizabeth Amalia Augusta (27 juli 1765 - 24 november 1785), huwde met de latere hertog Peter I van Oldenburg.
- Elizabeth Wilhelmina Louise (21 april 1767 - 18 februari 1790), huwde met aartshertog Frans Jozef Karel van Oostenrijk, de latere keizer Frans II van het Heilige Roomse Rijk, en als Frans I, de eerste keizer van Oostenrijk.
- Frederika Wilhelmina Catharina (1768-1768)
- Karel Frederik Hendrik (1770-1791)
- Alexander Frederik Karel (24 april 1771 - 4 juli 1833), huwde met prinses Antoinette van Saksen-Coburg-Saalfeld.
- Hendrik Karel Frederik (3 juli 1772 - 28 juli 1833), huwde Christine Caroline Alexei (1779-1853), een actrice uit Breslau.

## Voorvaderen
| Frederik Eugenius van Württemberg             | Frederik Eugenius van Württemberg                                                                          | Frederik Eugenius van Württemberg                                                                          | Frederik Eugenius van Württemberg                                                                          | Frederik Eugenius van Württemberg                                                                          | Frederik Eugenius van Württemberg                                                                      | Frederik Eugenius van Württemberg                                                                      | Frederik Eugenius van Württemberg                                                                 | Frederik Eugenius van Württemberg                                                                 |
| --------------------------------------------- | --- | --- | --- | --- | --- | --- | ------------------------------------------------------------------------------------------------- | ------------------------------------------------------------------------------------------------- |
| Overgrootouders                               | Everhard III van Württemberg (1616–1674) ∞ Anna Catharina van Salm-Kyrburg (1614-1655)                     | Everhard III van Württemberg (1616–1674) ∞ Anna Catharina van Salm-Kyrburg (1614-1655)                     | Albrecht van Brandenburg-Ansbach (1620-1667) ∞ Henriette Louise van Württemberg-Mömpelgard (1623-1650)     | Albrecht van Brandenburg-Ansbach (1620-1667) ∞ Henriette Louise van Württemberg-Mömpelgard (1623-1650)     | Eugen Alexander Franz von Thurn and Taxis (1652–1714) ∞ Anna Adelheid von Fürstenberg-Heiligenberg (–) | Eugen Alexander Franz von Thurn and Taxis (1652–1714) ∞ Anna Adelheid von Fürstenberg-Heiligenberg (–) | Ferdinand August Leopold von Lobkowicz (–) ∞ Margravine Maria Anna Wilhelmine von Baden-Baden (–) | Ferdinand August Leopold von Lobkowicz (–) ∞ Margravine Maria Anna Wilhelmine von Baden-Baden (–) |
| Grootouders                                   | Frederik Karel van Württemberg-Winnental (1653–1698) ∞ Eleonora Juliana van Brandenburg-Ansbach(1663-1724) | Frederik Karel van Württemberg-Winnental (1653–1698) ∞ Eleonora Juliana van Brandenburg-Ansbach(1663-1724) | Frederik Karel van Württemberg-Winnental (1653–1698) ∞ Eleonora Juliana van Brandenburg-Ansbach(1663-1724) | Frederik Karel van Württemberg-Winnental (1653–1698) ∞ Eleonora Juliana van Brandenburg-Ansbach(1663-1724) | Anselm Franz von Thurn und Taxis (1681–1739) ∞ Maria Ludovika Anna von Lobkowitz (–)                   | Anselm Franz von Thurn und Taxis (1681–1739) ∞ Maria Ludovika Anna von Lobkowitz (–)                   | Anselm Franz von Thurn und Taxis (1681–1739) ∞ Maria Ludovika Anna von Lobkowitz (–)              | Anselm Franz von Thurn und Taxis (1681–1739) ∞ Maria Ludovika Anna von Lobkowitz (–)              |
| Ouders                                        | Karel Alexander van Württemberg (1684–1737) ∞ 1727 Maria Augusta von Thurn und Taxis (1706–1756)           | Karel Alexander van Württemberg (1684–1737) ∞ 1727 Maria Augusta von Thurn und Taxis (1706–1756)           | Karel Alexander van Württemberg (1684–1737) ∞ 1727 Maria Augusta von Thurn und Taxis (1706–1756)           | Karel Alexander van Württemberg (1684–1737) ∞ 1727 Maria Augusta von Thurn und Taxis (1706–1756)           | Karel Alexander van Württemberg (1684–1737) ∞ 1727 Maria Augusta von Thurn und Taxis (1706–1756)       | Karel Alexander van Württemberg (1684–1737) ∞ 1727 Maria Augusta von Thurn und Taxis (1706–1756)       | Karel Alexander van Württemberg (1684–1737) ∞ 1727 Maria Augusta von Thurn und Taxis (1706–1756)  | Karel Alexander van Württemberg (1684–1737) ∞ 1727 Maria Augusta von Thurn und Taxis (1706–1756)  |
| Frederik Eugenius van Württemberg (1732–1797) | | | | | | |                                                                                                   |                                                                                                   |